# Blatníkovská Lhotka

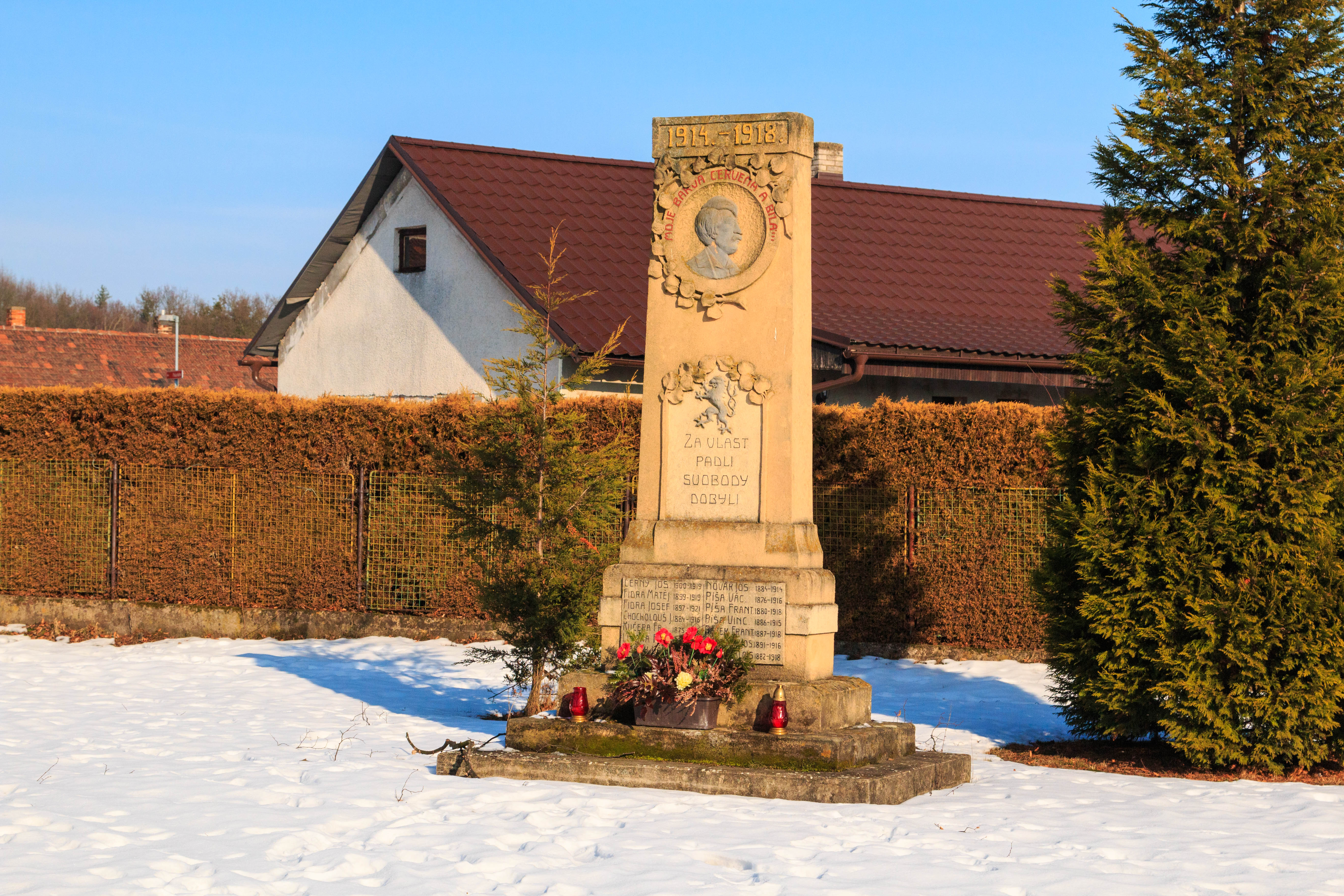
Gefallenendenkmal aus Blatníkovská Lhotka, heute in Nová Kolonie aufgestellt

Blatníkovská Lhotka (deutsch Lhotka, 1939–45: Lhota Blatnikau) war ein Ortsteil der Gemeinde Rybitví im Okres Pardubice in Tschechien. Die Wüstung liegt fünf Kilometer nordwestlich des Stadtzentrums von Pardubice und ist seit den 1960er Jahren mit Produktionsanlagen des Chemieunternehmens Synthesia, a.s., Pardubice überbaut.

## Geographie
Blatníkovská Lhotka befand sich rechtsseitig der Elbe am abgeworfenen Mäander Zákoutí in der Pardubická kotlina (Pardubitzer Becken). Nördlich lag der Semtin-Teich, an dessen Stelle das Industriegebiet Semtin entstand. Umliegende Orte waren Doubravice und Ohrazenice im Nordosten, Trnová im Osten, Rosice und Svítkov im Südosten, Blatník und Srnojedy im Süden, Krchleby, Lány na Důlku und Opočínek im Südwesten, Černá u Bohdanče im Westen sowie Rybitví im Nordwesten.

## Geschichte
Die erste schriftliche Erwähnung des Ortes erfolgte im Jahre 1377, als Albrecht von Cimburg auf Blatník die Feste Blatník mit dem Städtchen Bohdaneč sowie den Dörfern Bystřec, Rybitví, Černá und Lhotka  an den Opatowitzer Abt Jan z Orle verkaufte. Nachdem das Benediktinerkloster während der Hussitenkriege im Jahre 1421 zerstört worden war, überschrieb König Sigismund Lhotka zusammen mit weiteren ehemaligen Klosterdörfern als Pfandbesitz an Diviš Bořek von Miletínek, der daraus die Herrschaft Kunburg bildete. 1491 erwarb Wilhelm von Pernstein die Herrschaften Kunburg und Pardubitz. 1560 verkaufte Jaroslav von Pernstein die Herrschaft Kunburg an König Ferdinand I.
Im Jahre 1835 bestand das im Chrudimer Kreis gelegene Dorf Lhotka aus 11 Häusern, in denen 93 Personen lebten. Inskribiert war die aus zwei Häusern bestehende Einschicht Blatnik. Pfarrort war Roßitz (Rosice). Bis zur Mitte des 19. Jahrhunderts blieb Lhotka der k.k. Kameralherrschaft Pardubitz untertänig.
Nach der Aufhebung der Patrimonialherrschaften bildete Lhotka u Rybitví ab 1849 einen Ortsteil der Gemeinde Rybitví  Gerichtsbezirk Pardubitz. Ab 1868 gehörte das Dorf zum Bezirk Pardubitz. Seit dem Ende des 19. Jahrhunderts wurde das Dorf als Blatníkova Lhotka bezeichnet. Im Jahre 1890 lebten in den 16 Häusern des Dorfes 168 Personen. Auf Anordnung der Linguistischen Kommission in Prag wurde 1920 der Ortsname in Blatníkovská Lhotka abgeändert. Im Jahre 1921 bestand Blatníkovská Lhotka aus 17 Häusern und hatte 148 Einwohner. 
Nach dem Münchner Abkommen wurde nördlich von Blatníkovská Lhotka als Ersatz für das verloren gegangene Werk in Aussig die Fabrik AZO I für Azofarbstoffe errichtet, die trotz ihrer Rekordbauzeit erst 1940 – nach der deutschen Besetzung des Landes – fertiggestellt wurde. Während des Zweiten Weltkrieges erfolgte ein weiterer Ausbau des Chemiestandortes, der sich nunmehr auf den Fluren der Gemeinden Rosice, Doubravice und Rybitví rechtselbisch bis nach Hrádek erstreckte. Die Unternehmen UMA Rybitví und Spolek pro chemickou a hutní Rybitví wurden 1945 verstaatlicht und mit den angrenzenden Werken Explosia Semtín und Synthesia Semtín zum Staatsunternehmen Východočeské chemické závody n.p. (VCHZ) zusammengeschlossen. 1949 wurde das Dorf dem Okres Pardubice-okolí zugeordnet; dieser wurde im Zuge der Gebietsreform von 1960 aufgehoben, seitdem gehört Blatníkovská Lhotka zum Okres Pardubice. 
Die seit Ende der 1950er Jahre vorgenommene Erweiterung der Betriebsanlagen der VCHZ führte Anfang der 1960er Jahre zum vollständigen Abriss und der Überbauung des Dorfes mit Industrieanlagen. Einzig erhalten blieb das Denkmal für die Gefallenen des Ersten Weltkrieges, das in Rybitví-Nová Kolonie neu aufgestellt wurde.
Das 1962 in einem Elbmäander bei der Wüstung Blatník angelegte Rückhaltebecken für saure Bestandteile der Werksabwässer erhielt den Namen Lhotka.
Blatníkovská Lhotka wurde am 1. März 1980 offiziell als Ortsteil aufgehoben.